# Шмаленберг (Северна Рајна-Вестфалија)
Шмаленберг (њем. Schmallenberg) град је у њемачкој савезној држави Северна Рајна-Вестфалија. Једно је од 12 општинских средишта округа Хохзауерланд. Према процјени из 2010. у граду је живјело 25.645 становника. Посједује регионалну шифру (AGS) 5958040, NUTS (DEA57) и LOCODE (DE SLG) код.

## Географски и демографски подаци
Шмаленберг се налази у савезној држави Северна Рајна-Вестфалија у округу Хохзауерланд. Град се налази на надморској висини од 400 метара. Површина општине износи 303,1 km². У самом граду је, према процјени из 2010. године, живјело 25.645 становника. Просјечна густина становништва износи 85 становника/km².

## Међународна сарадња
| Мјесто     | Држава               | Врста сарадње | Од    |
| ---------- | -------------------- | ------------- | ----- |
| Берџес Хил | Уједињено Краљевство | партнерство   | 1988. |
|            | Француска            | партнерство   | 1972. |
| Извор      |                      |               |       |